# Козлово (Андреапольский район)
Козло́во — деревня в Андреапольском районе Тверской области. Относится к Андреапольскому сельскому поселению.

## География
Расположено в 8 километрах к югу от районного центра Андреаполь (по автодороге «Хитино — Андреаполь — трасса Москва — Рига»), на левом берегу реки Западная Двина, при впадении реки Рожня (Роженка).

## История
На берегу Западной Двины (сейчас это территория деревни) находилось село Рожня, ещё в XV веке известное как погост, центр волости Рожна Торопецкой земли Великого княжества Литовского.

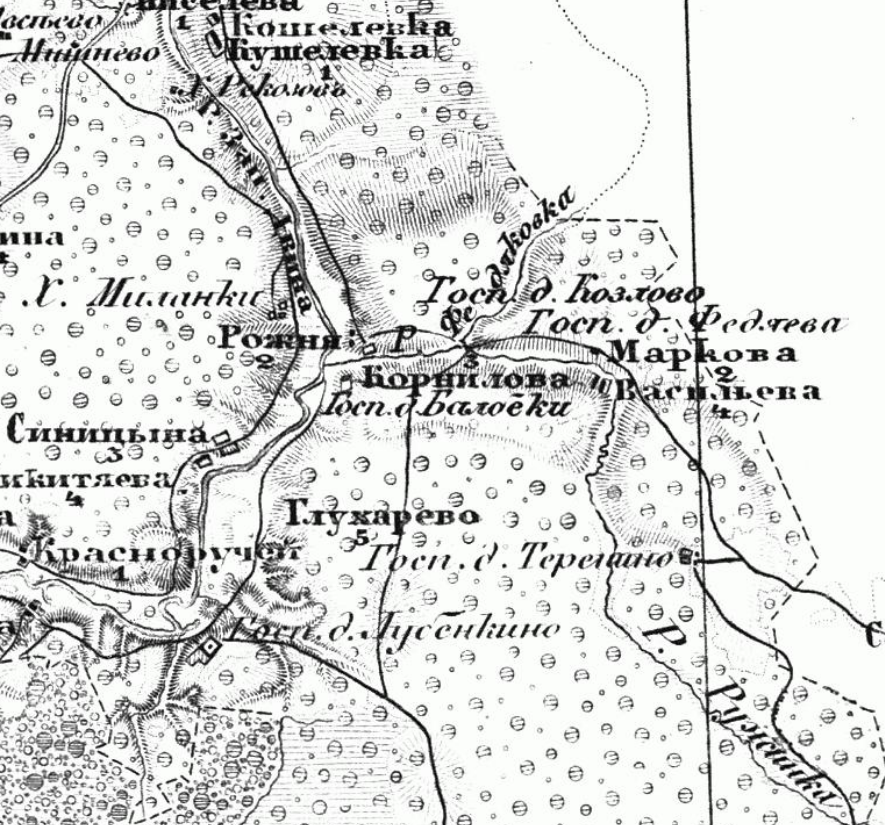
Деревни Рожня и Корнилово (в центре) на карте 1871 года.

Никольский храм впервые упоминается в 1698 году. Он несколько раз перестраивался и был уничтожен в годы Великой Отечественной войны. На месте храма установлен деревянный знак в честь существования церкви.
В XIX — начале XX века деревня Козлово относилась к Роженскому приходу Сопотской волости Бельского уезда Смоленской губернии.
На топографической трёхвёрстной карте Фёдора Шуберта, изданной в 1871 году, обозначены деревня Рожня (2 двора) и Корнилова (3 двора). 
Во время Великой Отечественной войны деревня была оккупирована в октябре 1941 года, освобождена в январе 1942 года. На окраине деревни — братская могила советских воинов.
На карте РККА 1923—1941 годов обозначены деревни Козлово (13 дворов, почта, центр сельсовета) и Корниловка (7 дворов).
В 1989 году в деревне проживало 347 жителей. 
В 1997 году — 122 хозяйства, 350 жителей.
До 2005 года была центром Козловского сельского округа, с 2005 — в составе Андреапольского сельского поселения. 

## Население
| 1997 | 2002 | 2008 | 2010 |
| ---- | ---- | ---- | ---- |
| 350  | ↘276 | ↘263 | ↘189 |

Население по переписи 2002 года — 276 человек, 131 мужчина, 145 женщин.

## Инфраструктура
Центральная усадьба совхоза «Спутник», неполная средняя школа, почта, медпункт, магазины.

## Достопримечательности
- Бывшее имение помещика Сычникова (сельцо Балбекино), сохранилась часть дома, пруд, парк[7][4].
- С 2013 года ведётся строительство православного храма во имя Спиридона Тримифунтского[8].